# Pontoon Dock (Docklands Light Railway)
Pontoon Dock è una stazione della Docklands Light Railway (DLR) a Silvertown nell'est di Londra, sulla diramazione per Woolwich Arsenal, aperta il 2 dicembre 2005. Si trova nell'est di Silvertown nel borgo londinese di Newham, nella zona di sviluppo di Silvertown Quays, ed è nella Travelcard Zone 3.

## Storia
Originariamente i treni DLR da Canning Town erano diretti ad est fino a Royal Victoria e Beckton. Il 2 dicembre 2005 è stata aperta la diramazione King George V (esteso a Woolwich Arsenal) realizzando un altro percorso, più a sud-est,  su cui ora ci sono quattro stazioni intermedie, West Silvertown, Pontoon Dock, London City Airport e King George V.
Durante i giochi olimpici di Londra 2012 la stazione è stata collegata da un percorso su strada fino all'uscita dell'ExCeL Exhibition Centre.
Un progetto di ristrutturazione e ampliamento è stato approvato nel giugno 2025. La stazione sarà dotata di sei nuove scale mobili e un nuovo atrio di transito ampliato a livello intermedio. L'obiettivo è fare fronte a un incremento del numero dei passeggeri e ridurre l'utilizzo degli ascensori, riservandone l'uso ai passeggeri con disabilità. La fase di progettazione è stata avviata e l'inizio dei lavori è previsto per l'estate 2026.